# Premier League Asia Trophy 2017
Premier League Asia Trophy 2017 là mùa giải thứ 8 của Premier League Asia Trophy. Crystal Palace, Liverpool, Leicester City và West Bromwich Albion là các đội tham dự Premier League Asia Trophy. Giải đấu sẽ được tổ chức ở Hồng Kông tại Sân vận động Hồng Kông từ ngày 19 đến 22 tháng 7 năm 2017. Đây là mùa giải đầu tiên với 4 đội đến từ Giải bóng đá Ngoại hạng Anh thi đấu và do đó sẽ không có đội nào là chủ nhà.

## Kết quả
|  | Bán kết                    | Bán kết   |                        |   | Chung kết | Chung kết |
|  |                            |           |                        |   |           |           |
|  | 19 tháng 7 – Hồng Kông     |           |                        |   |           |           |
|  |                            |           |                        |   |           |           |
|  | West Bromwich Albion(pen.) | 1 (7)     |                        |   |           |           |
|  | West Bromwich Albion(pen.) | 1 (7)     | 22 tháng 7 – Hồng Kông |   |           |           |
|  | Leicester City             | 1 (6)     |                        |   |           |           |
|  | Leicester City             | 1 (6)     | Leicester City         | 1 |           |           |
|  | 19 tháng 7 – Hồng Kông     |           | Leicester City         | 1 |           |           |
|  |                            | Liverpool | 2                      |   |           |           |
|  | Liverpool                  | Liverpool | 2                      | 2 |           |           |
|  | Liverpool                  |           |                        | 2 |           |           |
|  | Crystal Palace             | 0         |                        |   |           |           |
|  | Crystal Palace             | 0         | Tranh hạng ba          |   |           |           |
|  |                            |           |                        |   |           |           |
|  | 22 tháng 7 – Hồng Kông     |           |                        |   |           |           |
|  |                            |           |                        |   |           |           |
|  | West Bromwich Albion       | 0         |                        |   |           |           |
|  | West Bromwich Albion       | 0         |                        |   |           |           |
|  | Crystal Palace             | 2         |                        |   |           |           |

### Bán kết
All kick-off times are local (UTC+08:00).
| Leicester City                                                  | 1–1      | West Bromwich Albion                                           |
| --------------------------------------------------------------- | -------- | -------------------------------------------------------------- |
| Mahrez 24'                                                      | Chi tiết | Rodriguez 10'                                                  |
| Loạt sút luân lưu                                               |          |                                                                |
| Ulloa · Vardy · Drinkwater · Fuchs · Iborra · King · Albrighton | 7–6      | Chadli · Robson-Kanu · Evans · Dawson · McClean · Leko · Field |

| Liverpool               | 2–0      | Crystal Palace |
| ----------------------- | -------- | -------------- |
| Solanke 61' · Origi 79' | Chi tiết |                |

### Tranh vị trí thứ ba
| West Bromwich Albion | 0–2      | Crystal Palace                      |
| -------------------- | -------- | ----------------------------------- |
|                      | Chi tiết | Milivojević 11' · Dawson 43' (l.n.) |

### Chung kết
| Liverpool                | 2–1      | Leicester City |
| ------------------------ | -------- | -------------- |
| Salah 20' · Coutinho 44' | Chi tiết | Slimani 12'    |

## Bán vé
Đối với ngày thi đấu đầu tiên (ngày 19 tháng 7), giá vé bằng đô la Hồng Kông (với tất cả các mức giá của Anh là xấp xỉ) là: $180 (£18), $300 (£30), $360 (£36), $420 (£42), $600 (£60), đối với ngày thi đấu thứ 2 (22 tháng 7), giá vé là: $240 (£24), $360 (£36), $480 (£48), $540 (£54), $720 (£72).
Bán vé bắt đầu từ ngày 2 tháng 6 năm 2017 trực tuyến tại www.cityline.com. Tất cả vé được bán hết trong một ngày.